# Therngrabenbach
Der Therngrabenbach ist ein linker Nebenfluss zur Schmida bei Großweikersdorf in Niederösterreich.
Der Therngrabenbach entspringt im Waldgebiet nordöstlich von Oberthern und fließt von dort in Richtung Südwesten nach Oberthern und danach weiter nach Unterthern ab, bis er knapp vor Großweikersdorf linksseitig in die Schmida einmündet. Sein Einzugsgebiet umfasst 14,3 km² in weitgehend offener Landschaft, nur sein Quellgebiet ist mit Bäumen bestanden.